# Lyres
I Lyres (talvolta chiamati The Lyres) sono un gruppo musicale statunitense di genere garage rock della zona di Boston, Massachusetts, attivo dal 1979 e guidato dal cantante e tastierista Jeff "Monoman" Conolly (nato nel 1953).

## Storia
I Lyres sono stati fondati nel gennaio 1979 da Jeff "Mono Man" Connolly in seguito allo scioglimento dei DMZ, una band di giovanissimi che si sciolse dopo il disco omonimo pubblicato su Sire, e che comprendeva anche gli ex membri Paul Murphy e Rick Coraccio, assieme al chitarrista Ricky Carmel. Nonostante la pubblicazione del loro primo 7" singolo dal titolo How Do You Know? / Don't Give It Up Now per la Sounds Interesting Records, la band vide un periodo di forte instabilità nei primi anni, trovando un giusto equilibrio solo nel 1984, con l'ingresso di Dan McCormack. Fu questo l'anno di pubblicazione del primo album dal titolo On Fyre su Ace Of Hearts Records, considerato oggi da molti un classico del garage punk degli anni '80.
Miriam Linna, ex batterista dei Cramps e degli A-Bones, ha suonato con i Lyres nel 1986. Stiv Bators dei Dead Boys e dei Lords of the New Church, e Wally Tax degli Outsiders hanno anche partecipato a delle registrazioni con i Lyres verso la fine degli anni '80.
I Lyres sono stati meno attivi negli anni '90, dato che Conolly ha vissuto in California e in Europa per brevi periodi di tempo. Dopo un periodo di rinnovata attività nei primi anni 2000, la band ne ha attraversato un altro di stasi fino al 2005. La band ha suonato regolarmente nel corso degli ultimi due anni. Conolly è l'unico membro che è stato presente in ogni formazione durante i molteplici cambi che i Lyres hanno attraversato nel corso degli anni.  Nel 2009 i Lyres hanno suonato al Go Sinner So festival di Madrid e in un concerto a Porto Nuovo. Questa formazione comprendeva Peter Greenberg alla chitarra.

## Formazione
- Jeff Conolly - voce, organo (Vox, Farfisa)
- Rick Corracio - basso, voce (1979, 1982-1986, 1991-2004)
- Paul Murphy - batteria (1979, 1982-1986, 1991-1992, 1998-2004)
- Rick Carmel - chitarra (1979, 1982)
- Alex Kronos - chitarra (1979-1980)
- Scott Parmenter - basso (1979)
- Bob MacKenzie - batteria (1979-1980)
- Kit Dennis - basso (1979-1980)
- Frank Rowe - chitarra (1980)
- Tony Cagnita - chitarra (1980)
- Mike Lewis - basso (1980-1982)
- Howie Ferguson - batteria (1980-1982)
- Peter Greenberg - chitarra (1980-1982)
- Phil Lenker - basso (1982)
- Dan McCormack - chitarra (1983-1987)
- Miriam Linna - batteria (1986)
- Johnny Bernardo [alias John Smith] - batteria (1986-1988)
- Matt Miklos - basso (1986-1988)
- Aram Heller - chitarra (1987)
- Jack Hickey - chitarra, armonica (1987-1994)
- Jim Janota - batteria (1993-1994)
- Steve Aquino - chitarra (1998-2001)
- Jared Everett - chitarra (2002-2004)

## Discografia

### Album
- 1984 - On Fyre
- 1986 - Lyres Lyres
- 1987 - Live at Cantone's
- 1988 - A Promise Is a Promise
- 1989 - Let's Have a Party!! Live 1983
- 1989 - She Pays the Rent Live
- 1992 - Happy Now...

### EP
- 1981 - AHS1005 (Buried Alive / In Motion / High On Yourself / What A Girl Can't Do) (Ace of Hearts)
- 1988 - Star Bonus EP
- 1993 - Nobody But Lyres

### Singoli
- 1979 - How Do You Know? / Don't Give It Up Now (Sound Interesting)
- 1983 - I Want to Help You Ann
- 1985 - Someone Who'll Treat You Right Now
- 1987 - How Do You Know? / Stacey
- 1988 - Here's a Heart
- 1988 - Touch
- 1991 - We Sell Soul / Busy Body
- 1992 - Baby (I Still Need Your Lovin') / Gettin' Plenty Lovin'
- 1993 - Boston / Shake It Some More
- 1993 - Self-Centered Girl
- 1994 - Baby It's Me
- 1994 - Don't Tell Me Lies
- 1994 - Stay Away
- 1995 - Give Your Love to Me / Security
- 1995 - Seven
- 2001 - Tear You Up

### Raccolte
- 1986 - The Box Set
- 1988 - End of an Error
- 1991 - We Sell Soul
- 1994 - Some Lyres
- 1995 - Shitkickers
- 1995 - Those Lyres
- 1998 - AHS1005
- 1999 - The Early Years-1979 to 1983: Live At Cantone's And WERS-FM